# Joesmithite
La joesmithite (simbolo IMA: Joe) è un minerale molto raro del supergruppo dell'anfibolo, all'interno del quale viene collocato nel "gruppo degli anfiboli con W(OH,F,Cl)-dominante" e da lì al sottogruppo degli anfiboli di calcio dove è in attesa di essere assegnato in via definitiva al "gruppo contenente la radice orneblenda nel nome"; essendo un anfibolo, appartiene agli inosilicati e pertanto alla famiglia minerale dei "silicati", e possiede composizione chimica Pb2+Ca2(Mg3Fe3+2)(Si6Be2)O22(OH)2.
La struttura cristallochimica della joesmithite è quella degli anfiboli ma ha due caratteristiche che lo rendono unico: è l'unico anfibolo contenente piombo nel sito A e berillio nel sito T (in base alla formula chimica generale AB2C5T8O22W); inoltre il gruppo spaziale è P2/a e non C/2m.

## Etimologia e storia
La joesmithite prende il nome in onore del professor Joseph ("Joe") Victor Smith (1928 - 2007), mineralogista e petrologo dell'Università di Chicago (in Illinois, Stati Uniti) per i suoi contributi alla geologia lunare, ai feldspati e alle zeoliti.
È stata scoperta analizzando una serie di campioni raccolti nel 1922 a Långban presso Filipstad (nella contea di Värmland in Svezia) etichettati come minerali somiglianti alla pinakiolite e approvata dall'IMA nel 1968. La somiglianza con la pinakiolite è solo nell'aspetto: la paragenesi e la morfologia del cristallo sono differenti e l'analisi con la diffrazione dei raggi X ha rilevato solo qualche somiglianza con gli anfiboli che cristallizzano secondo il sistema monoclino (detti per questo anche "clinoanfiboli").

## Classificazione
Nella classica nona edizione della sistematica dei minerali di Strunz, aggiornata dall'Associazione Mineralogica Internazionale fino al 2009, elenca la joesmithite nella classe "9. Silicati (germanati)" e nella sottoclasse "9.D Inosilicati"; questa viene ulteriormente suddivisa in base alla struttura cristallina del minerale in modo tale da trovare la joesmithite nella sezione "9.DE Inosilicati con catene doppie di periodo 2, Si4O11; clinoanfiboli" dove forma il sistema n 9.DE.10.
Tale classificazione resta invariata anche nell'edizione successiva, proseguita dal database "mindat.org" e chiamata Classificazione Strunz-mindat.
Nella Sistematica dei lapis (Lapis-Systematik) di Stefan Weiß la joesmithite si trova nella classe dei "silicati" e nella sottoclasse degli "inosilicati"; qui il minerale è l'unico membro del sistema nº VIII/F.11 all'interno della sezione del "gruppo anfibolo [Si4O11]6- a due bande; anfiboli Pb-Ca".
Anche la classificazione dei minerali secondo Dana, usata principalmente nel mondo anglosassone, elenca la joesmithite nella famiglia dei "silicati"; qui si trova nella classe degli "inosilicati: catene doppie non ramificate, W=2" e nella sottoclasse degli "inosilicati: catene doppie non ramificate, configurazione anfibolo W=2", dove è l'unico membro del sistema nº 66.01.04.

## Abito cristallino
La joesmithite cristallizza nel sistema monoclino nel gruppo spaziale P2/a con i parametri reticolari a = 9,915(2) Å, b = 17,951(4) Å, c = 5,243(1) Å e β = 105,95(2)°, oltre ad avere 2 unità di formula per cella unitaria.

## Origine e giacitura
La joesmithite è un raro minerale trovato in un giacimento metamorfosato di ferro e manganese; la paragenesi è con barite, calcite, ematite, magnetite, egirina ricca di manganese e quarzo.
Più precisamente il minerale è stato trovato nello skarn formato da ematite, magnetite e schefferite come incrostazione delle cavità rimanenti durante l'ultima fase di cristallizzazione e contenente inclusioni pecilitiche di cristalli di magnetite e grani di quarzo.
È stata trovata solo in Svezia: oltre alla sua località tipo, la miniera di "Långban" (59.85538°N 14.2648°E) presso Filipstad, ci sono stati ritrovamenti anche nella miniera di "Harstigen" presso Persberg.

## Forma in cui si presenta in natura
La joesmithite è stata scoperta sotto forma di cristalli prismatici appiattiti simili a quelli dell'orneblenda lunghi fino a 1 cm. Il minerale è da trasparente a opaco con lucentezza semi adamantina; il colore è nero, mentre quello del suo striscio è marrone chiaro.